# Japurabakti
Japurabakti is een bestuurslaag in het regentschap Cirebon van de provincie West-Java, Indonesië. Japurabakti telt 8545 inwoners (volkstelling 2010).